# Nemophora ochsenheimerella
Nemophora ochsenheimerella là một loài bướm đêm thuộc họ Adelidae. Nó được tìm thấy ở Trung Âu.
Sải cánh dài ca. 15 mm. The moth gặp ở one generation from cuối tháng 4 đến tháng 6.
Ấu trùng ăn Abies alba.

## Hình ảnh

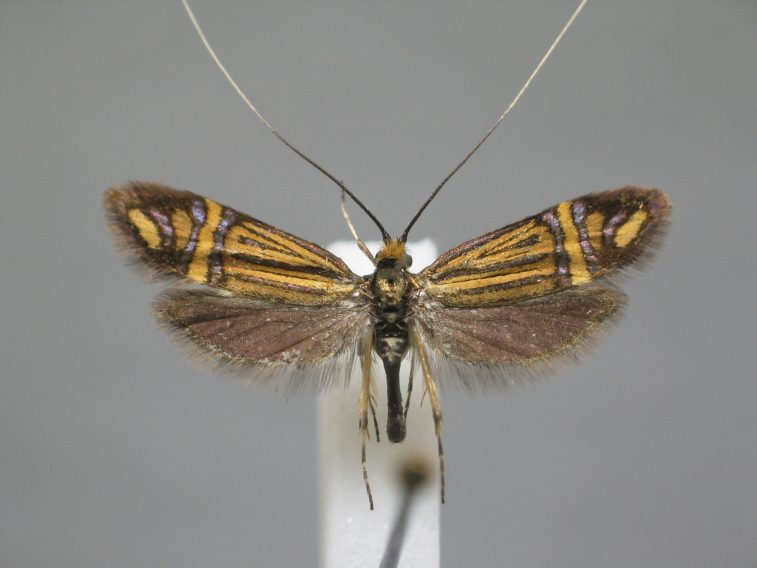
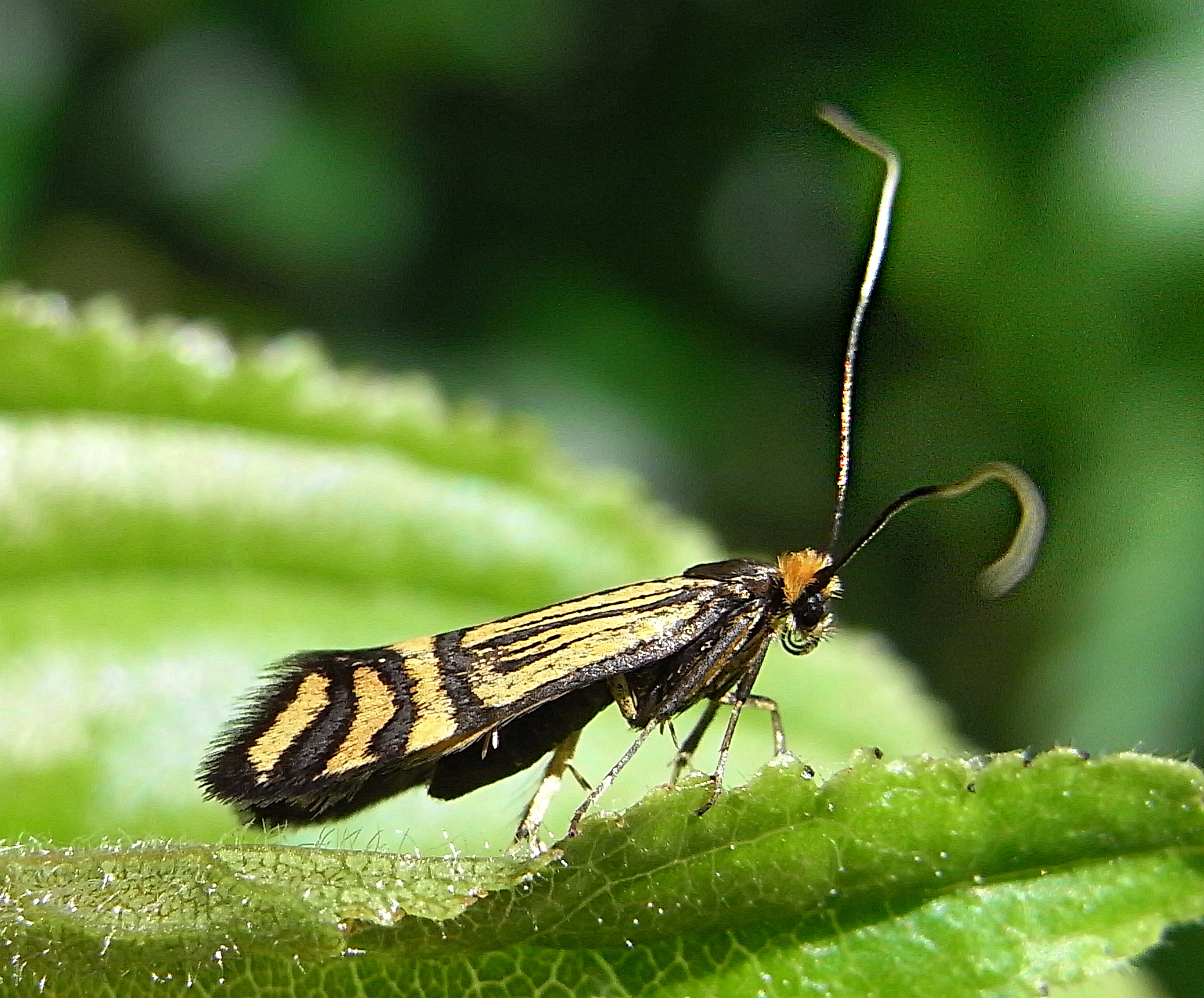
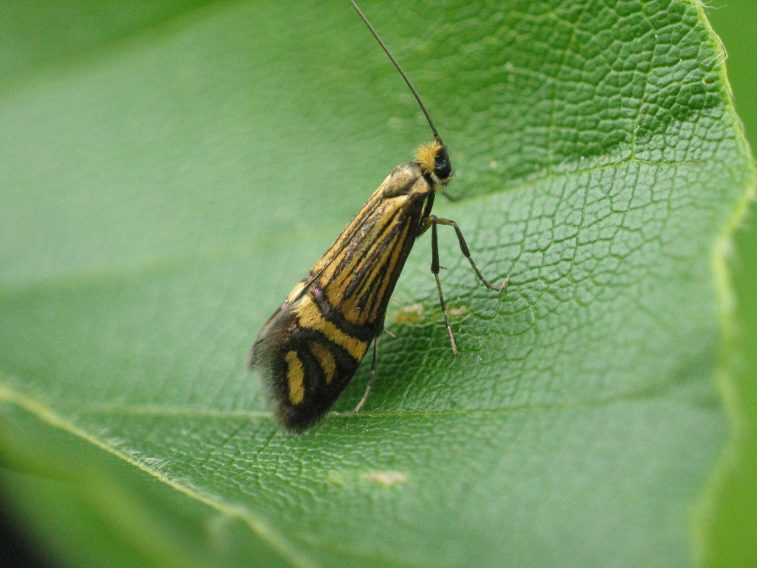
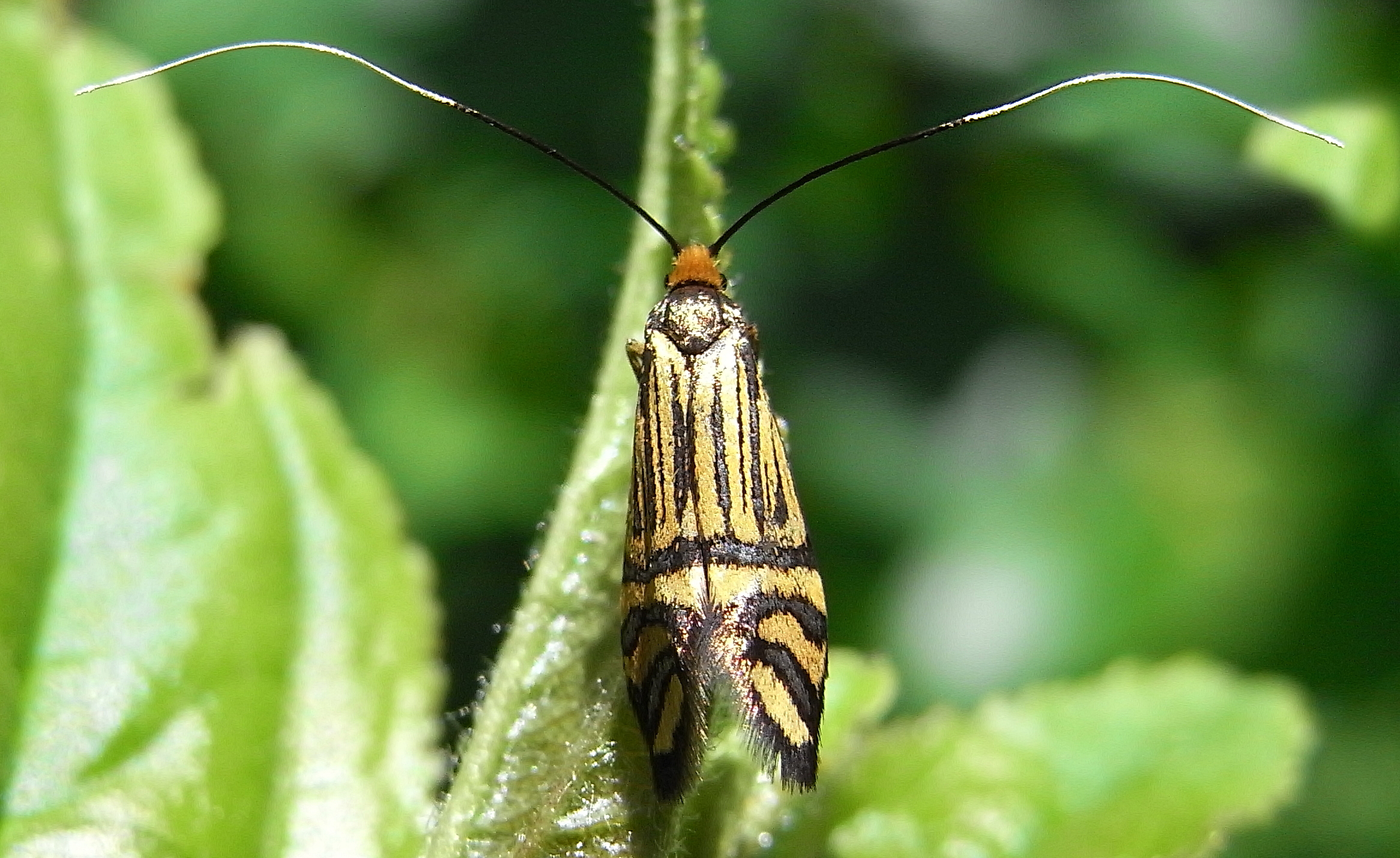